# Aston Martin Vulcan
El Aston Martin Vulcan es un automóvil con motor V12 de dos puertas, dos plazas, liviano, de alto rendimiento y solo un vehículo de edición limitada lanzado en 2015 por Aston Martin en el Salón de Ginebra 2015. Su motor, montado en un chasis de aleación de aluminio con cuerpo de fibra de carbono, proporciona 804 caballos de fuerza de frenado (600 kW). El Vulcan está equipado con frenos cerámicos de carbono, tubo de torque de magnesio con un eje de propulsión de fibra de carbono, diferencial de deslizamiento limitado, caja de cambios secuencial Xtrac de 6 velocidades y tiene un peso en vacío de 1.350 kg (2.980 lb).
El Vulcan fue diseñado por el creativo oficial de Aston Martin, Marek Reichman, tomando inspiraciones de los modelos actuales de Aston Martin, Vantage, DB9 y One-77. El Vulcan es un vehículo de edición limitada, sólo 24 coches tasado en $2.3 millones.
Al igual que los autos Ferrari FXX y McLaren P1 GTR, el Vulcan debe estar aprobado para conducir en los eventos del día de la pista por la fábrica. Sin embargo, a diferencia de esos autos, los clientes pueden quedarse con el auto por su cuenta.

## Historia
El 25 de febrero de 2015, el Aston Martin Vulcan fue presentado. El coche está limitado a 24 unidades en todo el mundo. El Vehículo recibió su nombre en honor al bombardero del mismo nombre: el Avro 698 Vulcan.
El Vulcan es diseñado por el creativo Marek Reichman.
El Vulcan está propulsado por la versión más potente de Aston del motor V12 de 7.0 litros con aspiración natural de la compañía.
El auto presenta un monocasco y cuerpo de fibra de carbono fabricado por Aston Martin, socio especializado en ingeniería y fabricación de carrocería a largo plazo Multimatic, diferencial de deslizamiento limitado integral, tubo de torsión de magnesio con eje de hélice de fibra de carbono y pinzas de carreras Brembo que funcionan con frenos de disco de cerámica de carbono mida 380 mm (15.0 in) de diámetro en la parte delantera y 360 mm (14.2 in) en la parte trasera.
La transmisión se canaliza a las ruedas traseras 345 / 30x19 y a los neumáticos Michelin con especificación de carrera a través de una caja de cambios secuencial de seis velocidades montada en la parte trasera y montada en la mitad de la Xtrac. Los neumáticos delanteros son 305 / 30x19.
El automóvil tiene suspensión de varilla de empuje con geometría antigoteo y se complementa con amortiguadores ajustables Dynamic Suspension Spool Valve (DSSV) de Multimatic y barras estabilizadoras delanteras y traseras, frenos antibloqueo ajustables por el conductor y control de tracción variable.
El Vulcan cumplirá con todos los requisitos de seguridad de carrera relevantes.